# Peter Dehoust
Peter Dehoust (* 30. Mai 1936 in Heidelberg; † 2. Oktober 2020 in Coburg), Pseudonym Peter Degner, war ein deutscher Publizist und einer der wichtigsten Publizisten der deutschen rechtsextremistischen Szene.

## Biografie
Dehoust wuchs in Heidelberg auf und absolvierte dort sein Abitur. In Heidelberg und München studierte er Rechtswissenschaften und Publizistik. Während seines Studiums war er 1956 Mitgründer und Chefideologe des rechtsextremen Bundes Nationaler Studenten (BNS). Diese zusammen mit Peter Stöckicht und Martin Mußgnug gegründete Gruppe war eine der radikalsten rechtsextremen Studentenorganisationen Ende der 1950er Jahre und wurde 1961 bundesweit verboten. In Heidelberg verfolgte Dehoust das Ziel, die Anerkennung des BNS als akademische Gruppe an der Universität zu erreichen. Er war Redakteur des BNS-Organs Student im Volk und von Juni 1961 bis 1978 Herausgeber der nach dem BNS-Verbot umbenannten Nachfolgezeitschrift Deutscher Studenten Anzeiger (DSA), wo er bis 1971 als Redakteur mitarbeitete.
Von 1960 bis 1964 betätigte sich Dehoust in der DRP. 1966 begann seine Aktivität in der NPD.
1968 wurde Dehoust Bezirksvorstandsmitglied der NPD in Bayreuth, 1970 1. Vorsitzender des NPD-Kreisverbandes Coburg. 1970 trat er für die NPD Bayern als Kandidat zur Landtagswahl an. Nach dem Tod von Arthur Ehrhardt 1971 wurde Dehoust Chefredakteur der Zeitschrift Nation und Europa (NE) und veröffentlichte hier in den folgenden Jahren zahlreiche Artikel, zum Teil auch unter dem Pseudonym Peter Degner. Er war auch Mitgesellschafter des "Nation Europa" Verlags.
1972 wurde er Vorstandsmitglied des NPD-Landesverbandes Bayern. 1972 gründete er mit weiteren Mitgliedern des Arbeitskreises Junges Forum und der NPD die Deutsch-Europäische Studiengesellschaft (DESG), einen wichtigen Zirkel der Neuen Rechten. Als Funktionär der NPD versuchte er insbesondere die Kontakte zwischen NPD-nahen Kreisen und den Unionsparteien zu intensivieren. Hierzu gründete er 1976 das Hilfskomitee Südliches Afrika (HSA), in dessen Vorstand er bis zu seinem Tod tätig war.
1978 war Dehoust stellvertretender NPD-Kreisvorsitzender in Oberfranken und kandidierte erneut bei den bayrischen Landtagswahlen. 1979 war er Vorsitzender des außenpolitischen Bundesausschusses der NPD und Vorstandsmitglied (stellvertretender Vorsitzender) der Gesellschaft für Freie Publizistik (GfP). Ab 1985 beteiligte er sich an den Bemühungen um die Bildung einer einheitlichen rechten Wahlfront, welche 1991 in der Bildung der Deutschen Liga für Volk und Heimat (DLVH) mündeten; bei der Gründungsveranstaltung der damals noch unter dem Namen Deutsche Allianz – Vereinigte Rechte firmierenden Organisation trat er am 18. Januar 1991 in München-Großhadern als Redner auf. Dehoust war Beisitzer im Vorstand der DLHV. Er war auch Vorsitzender des Förderkreises Vereinigte Rechte, einer Vorfeldorganisation der DLVH.
Ab 1988 fungierte Dehoust als Verlagsleiter und Herausgeber der Zeitschrift und Inhaber des Deutschen Buchversandes. Der Aufkauf der Zeitschrift Deutsche Monatshefte 1989 wurde wesentlich von Dehoust initiiert. Nachdem 1992 Adolf von Thadden und Harald Neubauer in den Herausgeberkreis der NE aufgenommen wurden, hielt Dehoust 57 % der Geschäftsanteile. 1995 wurde er in Coburg wegen Volksverhetzung verurteilt.
Von 1989 bis 1991 war er Gesellschafter des Vereins Nation-Europa-Freunde.
1996 wurde Dehoust von der rechtsextremen Gesellschaft für freie Publizistik (GfP) für sein Lebenswerk mit der Ulrich-von-Hutten-Medaille ausgezeichnet. Dehoust wurde als Alter Herr Mitglied der 1999 gegründeten Burschenschaft Normannia Jena. Diese rief 2023 in Erinnerung an ihn ein Peter-Dehoust-Stipendium ins Leben.
2001 erklärte der Stadtrat von Coburg Peter Dehoust zur unerwünschten Person in der Stadt.

## Veröffentlichungen
- Peter Dehoust (Hrsg.): Das Sieger-Tribunal: Nürnberg 1945/46 ; dreißig Jahre danach. Referate und Arbeitsergebnisse des zeitgeschichtlichen Kongresses der Gesellschaft für Freie Publizistik am 21. – 23. Mai 1976 in Kassel. 2. Aufl., Coburg: Nation Europa Verlag, 1976.
- ders.:  Die Deutschen in der Welt. Das Auslandsdeutschtum im Ringen um Selbsterhaltung.  Referate und Arbeitsergebnisse der Gesellschaft für Freie Publizistik. Coburg: Nation Europa Verlag, 1977.
- ders.:  Verrat und Widerstand im Dritten Reich. Referate und Arbeitsergebnisse des zeitgeschichtlichen Kongresses der Gesellschaft für Freie Publizistik vom 26. – 28. Mai 1978 in Kassel. Coburg: Nation Europa Verlag, 1978, ISBN 3-920677-01-3.
- ders.: Ursachen und Ausbruch des Zweiten Weltkrieges. Referate u. Arbeitsergebnisse d. Zeitgeschichtlichen Kongresses der Gesellschaft für Freie Publizistik (Leoni) v. 31. August bis 2. September 1979 in Kassel. Coburg: Nation Europa Verlag, 1979.
- ders.: Die Zukunft des deutschen Volkes. Aus biologischer und politischer Sicht. Referate und Arbeitsergebnisse des Kongresses der Gesellschaft für Freie Publizistik (Leoni), vom 29. bis 31. August 1980 in Kassel. Coburg: Nation Europa Verlag, 1980.
- ders.: Die deutsche Frage in der Welt von morgen. Referate u. Arbeitsergebnisse d. Deutschlandpolit. Kongresses d. Ges. für Freie Publizistik vom 7. – 9. Oktober 1983 in Kassel. Coburg: Nation-Europa-Verlag, 1983.
- ders.: Die Niederwerfung des Reiches : Krieg, Verrat, Prozesse; revisionistische Thesen zur Zeitgeschichte. Dokumentation der drei zeitgeschichtlichen Kasseler Kongresse der Gesellschaft für Freie Publizistik, Nation Europa Verlag, 1984. ISBN 3-920677-00-5.
- ders.: Mut zur geistigen Wende. Referate u. Arbeitsergebnisse d. Deutschlandpolit. Kongresses d. Ges. für Freie Publizistik vom 28. – 30. September 1984 in Kassel. Coburg: Nation Europa Verlag, 1984. ISBN 3-920677-01-3.
- ders.: Heuchler, Henker, Halunken: der Nürnberger Prozess vor 50 Jahren. Coburg: Nation Europa Verlag, 1996. ISBN 3-920677-14-5 (siehe Nürnberger Prozesse).
- Peter Dehoust: Ignatz Bubis: die Wahrheit; sein Leben, seine Geheimnisse, seine Macht, Coburg: Nation-Europa-Verl., 1998. ISBN 3-920677-26-9 (siehe Ignatz Bubis).
- Peter Dehoust: Zwangsarbeiter – Lüge & Wahrheit, Coburg: Nation-Europa-Verlag, 2000, ISBN 3-920677-48-X (siehe NS-Zwangsarbeit).